# 真田信政
真田 信政（さなだ のぶまさ）は、江戸時代前期の大名。信濃松代藩の第2代藩主。初代藩主・真田信之の次男。真田昌幸の孫、真田信繁の甥にあたる。

## 生涯
慶長19年（1614年）からの大坂の陣に兄の真田信吉と共に参戦したが、豊臣方先鋒隊らとの戦いに敗れて兄と共に敗走した。元和3年（1617年）6月、従五位下大内記に叙任。その後、年月日不詳ながら従四位下に昇叙し、侍従を本官に大内記を兼任する。元和8年（1622年）10月、父信之の松代城転封に伴い、その領内で1万7000石を分知され大名に列する。寛永11年（1634年）に沼田城主であった信吉が早世し、甥の熊之助が相続すると、幼年の熊之助を後見して沼田領の支配に当たった。寛永16年（1639年）、熊之助の早世により沼田藩主となる。この際、相続した沼田領3万石のうち5000石を熊之助の弟信利に分与し、それまで領有していた松代藩内分の1万7000石は弟の信重に譲った。
明暦2年（1656年）、父が隠居したため松代藩の家督を相続したが、わずか2年で死去した。信政は、信之が後継の問題（兄系に当たる沼田藩主への相続を考えている）で居座っていると思い込み（実際は信之が何度も幕府に隠居を願ったが、将軍徳川家綱が幼少などの理由で認められなかった）、父子間で対立があったとされる。そのためか、遺言状には信之のことは一切書かれておらず、それを知った信之は立腹している。
長男信就を故あって相続対象から外したが（寄合として別家を立てる。のち七男の信弘が幸道の跡を相続）、次男の信守は17歳の正保2年（1645年）、異母弟の三男信武（大学、16歳）を殺害して自刃、四男の信福は夭折するなど後継者に恵まれず、死の直前に生まれたばかりの幼少の六男右衛門（幸道）を後継指名している。末期であり幸道も幼少でもあるため、幸道の従兄の支藩沼田藩主・信利がこれに不満を抱いて本家相続を訴えるなど、決定・認可まで紆余曲折あったが、信政の遺言状や祖父の信之が幕閣への働きかけに奔走したことにより、右衛門の相続と決定した。

## 関連作品
- 真田太平記 （1985年、NHK木曜時代劇、演：清水貴美（少年期）→森岡進）
- 真田丸（NHK大河ドラマ、2016年 演：大山真志）